# Antonius Johannes Berends

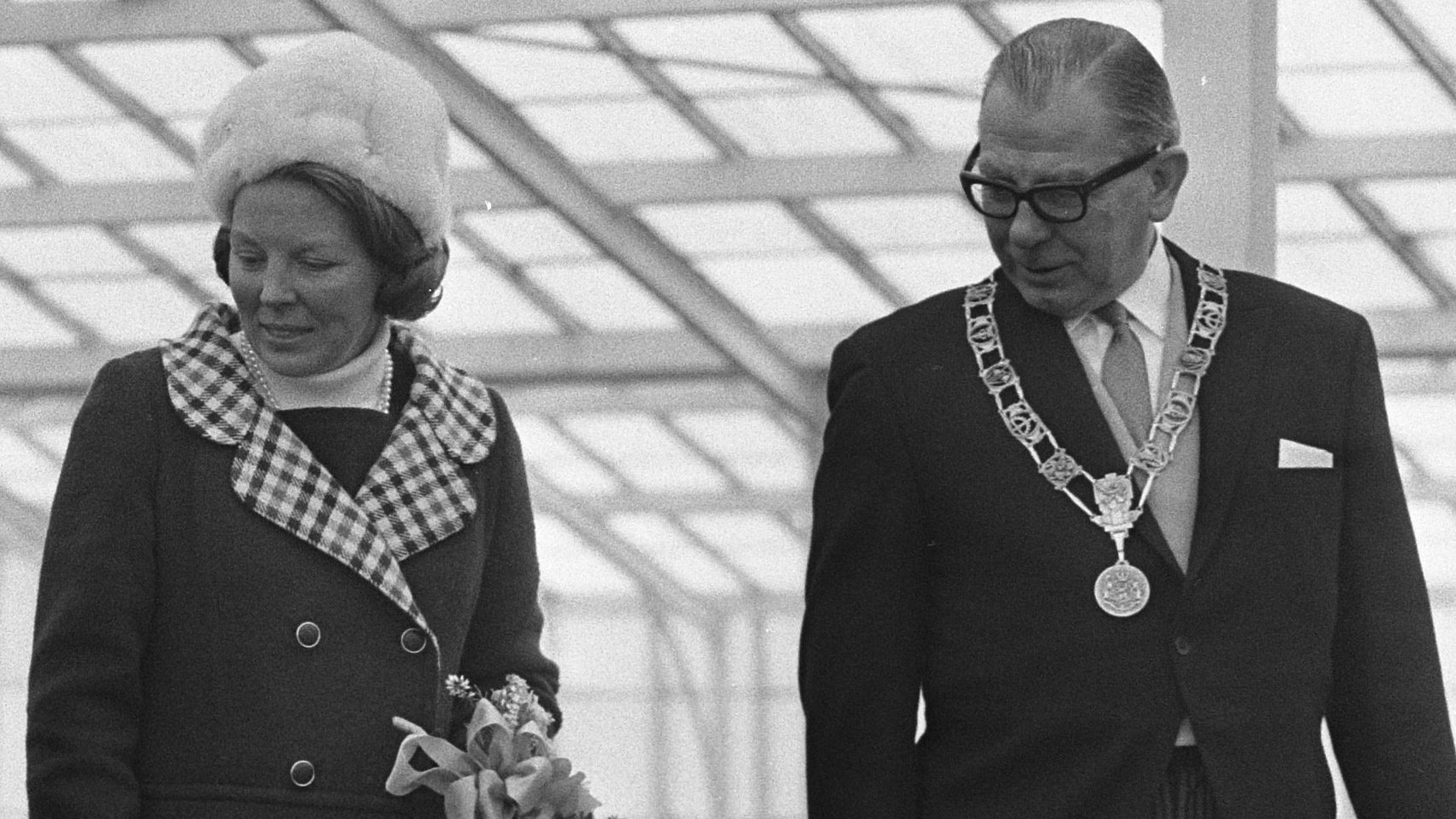
Prinses Beatrix en burgemeester A.J. Berends bij opening Keukenhof (1969)

Antonius Johannes Berends (Nijmegen, 2 mei 1916 – 18 januari 2000) was een Nederlands politicus van de KVP en later het CDA.
Na de hbs aan het Canisius College in zijn geboorteplaats ging hij geografie studeren aan de Katholieke Leergangen in Tilburg. In 1936 maakte hij de overstap naar de Rijksuniversiteit Utrecht waar hij Indologie ging studeren. Nadat hij daar in 1940 was afgestudeerd werd hij chef bij de afdeling 'Documentatie en Statistiek' van het Gewestelijk Arbeidsbureau (GAB) in Zwolle wat hij tot de bevrijding in 1945 zou blijven. Daarna vertrok hij 'gemilitariseerd' via Engeland naar Nederlands-Indië waar hij eerst in Zuid-Borneo en later in West-Java als controleur 1e klasse werkzaam was bij het Binnenlands Bestuur (BB). Na zijn repatriëring solliciteerde hij 'bij wijze van lachertje' naar de functie van burgemeester van Maasdriel waar Berends in maart 1951 als zodanig benoemd werd. Op 1 mei 1960 werd hij burgemeester van Monster en precies acht jaar later volgde zijn benoeming tot burgemeester van Lisse. Net als in Maasdriel was hij daar de opvolger van Theo de Graaf. Berends en De Graaf kenden elkaar daarvoor al lang: De Graaf had hem in 1936 toegelaten tot de club van Indologiestudenten terwijl hun echtgenotes elkaar al kenden vanuit hun meisjestijd in Nijmegen. In juni 1981 ging Berends met pensioen; begin 2000 overleed hij op 83-jarige leeftijd.